# Alula Borealis
Alula Borealis (nu Ursae Majoris) is een ster in het sterrenbeeld Grote Beer (Ursa Major).
"Borealis" betekent "noordelijk", de ster staat net ten noorden van Alula Australis.